# Bogdan Mara
Ion Bogdan Mara (Deva, Rumania, 29 de septiembre de 1977) es un futbolista rumano. Juega de delantero, ha sido internacional, y su equipo actual es el Skoda Xanthi de la Super Liga de Grecia.

## Trayectoria
Bogdan Mara, que actúa de delantero por la banda derecha, empezó su carrera profesional en el Inter Sibiu en 1996.
En 1998 ficha por el Dinamo de Bucarest. Con este equipo debuta en la Liga I. Fue el 21 de noviembre en el partido Petrolul Ploiești 2-3 Dinamo de Bucarest.
Luego militó en el Farul Constanța y en el FC Argeș.
En la temporada 2000-01 vuelve a jugar con el Dinamo de Bucarest, aunque dispone de pocas oportunidades. Ese año el equipo se proclama campeón de la Copa de Rumania.
Juega de nuevo en el FC Argeș antes de marcharse a España, donde se une al Deportivo Alavés en 2001. En su primera temporada el equipo logra clasificarse para la Copa de la UEFA al quedar séptimo en la tabla, aunque en la campaña siguiente el Alavés no logró el objetivo de la permanencia y desciende a Segunda división.
Tras una temporada jugando en China para el Tianjin Teda regresa a España para fichar por el Polideportivo Ejido.
En 2005 regresa a su país. Allí milita en el Rapid de Bucarest, equipo con el que se proclama campeón de Copa.
Al año siguiente ficha por el FC Stal Alchevsk de Ucrania. Después regresa de nuevo a Rumania, donde juega en el UT Arad. 
Al año se marcha al Unirea Urziceni, aunque Bogdan Mara es despedido de este equipo debido a un conflicto personal con el entrenador.
En 2010 firma un contrato con su actual club, el Iraklis FC. 

## Selección nacional
Ha sido internacional con la Selección de fútbol de Rumania en 11 ocasiones. Su debut con la camiseta nacional se produjo el 2 de febrero de 2000 en un partido amistoso contra Letonia (2-0).

### Goles internacionales
| # | Fecha      | Lugar               | Rival  | Gol | Resultado | Competición |
| - | ---------- | ------------------- | ------ | --- | --------- | ----------- |
| 1 | 06-02-2000 | Estadio GSP, Chipre | Chipre | 1-1 | 3-2       | Amistoso    |

## Clubes
| Club                     | País    | Año         |
| ------------------------ | ------- | ----------- |
| FC Inter Sibiu           | Rumania | 1996 - 1998 |
| Dinamo de Bucarest       | Rumania | 1998 - 1999 |
| FC Farul Constanța       | Rumania | 1999        |
| FC Argeș                 | Rumania | 1999 - 2000 |
| Dinamo de Bucarest       | Rumania | 2000 - 2001 |
| FC Argeș                 | Rumania | 2001        |
| Deportivo Alavés         | España  | 2001 - 2003 |
| Tianjin Teda F.C.        | China   | 2003 - 2004 |
| Club Polideportivo Ejido | España  | 2004 - 2005 |
| Rapid Bucarest           | Rumania | 2005 - 2006 |
| FC Stal Alchevsk         | Ucrania | 2006        |
| UT Arad                  | Rumania | 2006 - 2007 |
| FC Unirea Urziceni       | Rumania | 2007 - 2009 |
| CFR Cluj                 | Rumania | 2009 - 2010 |
| Iraklis FC               | Grecia  | 2010 -2011  |
| Skoda Xanthi             | Grecia  | 2011-       |

## Palmarés
- 2 Copas de Rumania (Dinamo de Bucarest, 2001; Rapid de Bucarest, 2006)